# منظمة الصيادلة النرويجية
منظمة الصيادلة النرويجية: هي منظمة تجارية تمثل الصيدليات وأصحاب الصيدليات في النرويج، تأسست عام 1881  هناك 20 صيدليًا مستقلاً عضوا في المنظمة، فضلا عن صيدليات المستشفيات.